# Пятница,13 Live
«Пятница,13 Live» — концертный альбом российской рок-группы «Элизиум». Альбом представляет собой запись выступления группы в московском клубе P!pl в пятницу, 13 апреля 2012 года. Хотя «Элизиум» изначально не планировал выпуск концертного альбома, музыканты решили поделиться записью из-за некоторых песен, которые были исполнены на том концерте в нетрадиционном стиле.
Альбом «Пятница,13 Live» был анонсирован группой 27 августа 2012, вместе с макси-синглом «Cover Day» и трибьют-альбомом «A Tribute to Элизиум». «Элизиум» выпустил концертный альбом 12 сентября, доступный для бесплатной загрузки в интернете. В официальном канале «Элизиума» на сайте YouTube группой была также размещена видеоверсия «Пятницы,13 Live».

## История записи
Когда мы немного изменяем аранжировку, да простят нас поклонники, очень часто можно услышать «зачем вы так сделали, это же ужасно», а люди, которые недавно открыли для себя группу, пишут, что наоборот, новая версия звучит интереснее. Ну, тут на вкус и цвет, не угодишь.
13 апреля 2012 года, в пятницу, группа «Элизиум» провела большой сольный концерт в московском клубе P!pl, посвящённый Дню космонавтики и наступлению весны. Изначально группа не видела в этом выступлении ничего примечательного, чтобы на его основе выпускать концертный альбом, однако случилось так, что в тот день музыкантам необходимо было наличие в клубе звукозаписывающего оборудования и присутствие друзей с видеокамерами. Музыканты «Элизиума» тогда принимали сторону протеста против уголовного преследования панк-рок группы Pussy Riot (см. Дело Pussy Riot), и в знак поддержки её участниц решили сделать музыкальное видеообращение, исполнив на концерте антирелигиозную песню «И рассыплется в пыль».
В результате, помимо выступления в поддержку Pussy Riot было записано гораздо больше — приблизительно четвёртая часть от всего концерта. Долю песен из этого записанного материала «Элизиум» решил опубликовать в интернете в качестве концертного альбома «Пятница,13 Live». Группа признаёт, что в альбом попали не самые популярные композиции и не самые зрелищные выступления, однако некоторые песни на концерте 13 апреля 2012 года прозвучали в нетрадиционном исполнении, отличном от знакомых слушателям оригинальных студийных версий: «Слёзы-зеркала», «Альпинист», «Круглый год», «Супер-робот», «Игры разума», «Скоро», «И рассыплется в пыль», «Состояние мира». Две песни, «Алкогольная» и «Ska для кислотных девочек», отличились тем, что вместо вокалиста «Элизиума» Александра Телехова их спели другие участники группы — гитарист Кирилл Крылов и виолончелист/клавишник Егор Баранов. В список композиций альбома также включено попурри «Disco `80 set Vol. 1» — одно из концертных музыкальных выступлений «Элизиума», состоящее из кавер-версий различных диско-хитов 80-х годов.

## Список композиций
1) «Live Is Life» (Opus);

2) «You're My Heart» (Modern Talking);

3) «Sunny» (Boney M.);

4) «Midnight Dancer» (Arabesque);

5) «You`re a Woman» (Bad Boys Blue);

6) «SOS» (ABBA);

7) «Hafanana» (Африк Симон);

8) «I Will Survive» (Глория Гейнор).
| №   | Название                                                  | Длительность |
| --- | --------------------------------------------------------- | ------------ |
| 1.  | «Слёзы-зеркала»                                           | 3:42         |
| 2.  | «Альпинист»                                               | 2:53         |
| 3.  | «Disco `80 Set» (попурри)                                 | 8:40         |
| 4.  | «Круглый год»                                             | 3:30         |
| 5.  | «Супер-робот»                                             | 3:44         |
| 6.  | «Пойдём вместе с нами»                                    | 3:13         |
| 7.  | «Игры разума»                                             | 3:47         |
| 8.  | «Скоро»                                                   | 3:01         |
| 9.  | «И рассыплется в пыль»                                    | 2:58         |
| 10. | «Состояние мира»                                          | 3:38         |
| 11. | «Алкогольная» (в исполнении Кирилла Крылова)              | 3:04         |
| 12. | «Ska для кислотных девочек» (в исполнении Егора Баранова) | 2:46         |
| 13. | «Я хочу»                                                  | 3:50         |
| 14. | «Майами»                                                  | 4:29         |
| 15. | «Скучно»                                                  | 4:32         |
| 16. | «No Zombie No Cry»                                        | 3:43         |

## Участники записи
- Дмитрий «Дракол» Кузнецов — бас-гитара;
- Александр «Пропеллер» Телехов — вокал;
- Алексей «Младшой» Кузнецов — ударные, перкуссия;
- Кирилл «Кира» Крылов — гитара, вокал;
- Егор Баранов — виолончель, клавишные, вокал;
- Дмитрий «Boeing!» Сотников — труба.